# Afrika-Meisterschaften im Straßenradsport 2019
Die 14. Afrika-Meisterschaften im Straßenradsport 2019 (2019 African Continental Road Championships) wurden vom 15. bis 19. März 2019 in Bahir Dar, der Hauptstadt der äthiopischen Provinz Amhara, ausgetragen.
Ursprünglich war als Termin für die Meisterschaften die Zeit vom 2. bis 5. Februar 2019 vorgesehen. Da aber zur gleichen Zeit eine Konferenz der African Union Commission in Äthiopien geplant war, wurden die Meisterschaften verschoben.

## Resultate

### Männer
| Disziplin                     | Platz | Land      | Athlet                                                                    |
| ----------------------------- | ----- | --------- | ------------------------------------------------------------------------- |
| Straßenrennen (180 km)        | 1     | Eritrea   | Mekseb Debesay                                                            |
|                               | 2     | Algerien  | Azzedine Lagab                                                            |
|                               | 3     | Algerien  | Youcef Reguigui                                                           |
| Einzelzeitfahren (50 km)      | 1     | Südafrika | Stefan de Bod                                                             |
|                               | 2     | Eritrea   | Sirak Tesfom                                                              |
|                               | 3     | Südafrika | Ryan Gibbons                                                              |
| Mannschaftszeitfahren (50 km) | 1     | Eritrea   | Yakob Debesay Mekseb Debesay Sirak Tesfom Meron Teshome                   |
|                               | 2     | Ruanda    | Moïse Mugisha Jean Bosco Nsengimana Jean Cloude Uwizeye Valens Ndayisenga |
|                               | 3     | Äthiopien | Fiseha Gebremariam Tesfay Teklehaymanot Temesgen Buru Redwan Ebrahim      |

### Frauen
| Disziplin                     | Platz | Land      | Athletin                                                              |
| ----------------------------- | ----- | --------- | --------------------------------------------------------------------- |
| Straßenrennen (89,6 km)       | 1     | Eritrea   | Mossana Debesay                                                       |
|                               | 2     | Äthiopien | Eyeru Tesfoam Gebru                                                   |
|                               | 3     | Südafrika | Joanna van de Winkel                                                  |
| Einzelzeitfahren (30 km)      | 1     | Äthiopien | Selam Ahama Gerefiel                                                  |
|                               | 2     | Äthiopien | Eyeru Tesfoam Gebru                                                   |
|                               | 3     | Eritrea   | Desiet Kidane                                                         |
| Mannschaftszeitfahren (30 km) | 1     | Äthiopien | Selam Amha Gerefiel Tsega Beyene Eyeru Haftu Reda Eyeru Tesfoam Gebru |
|                               | 2     | Eritrea   | Tighisti Ghebrihiwet Mossana Debesay Desiet Kidane Zinab Fitsum       |
|                               | 3     | Südafrika | Liezel Jordaan Carla Oberholzer Zanri Rossouw Joanna van de Winkel    |

### Junioren
| Disziplin                     | Platz | Land      | Athlet                                                                      |
| ----------------------------- | ----- | --------- | --------------------------------------------------------------------------- |
| Straßenrennen (89,6 km)       | 1     | Ruanda    | Byiza Renus Uhiriwe                                                         |
|                               | 2     | Eritrea   | Yoel Asmerom                                                                |
|                               | 3     | Eritrea   | Yohannes Ghebrehiwet                                                        |
| Einzelzeitfahren (18,6 km)    | 1     | Äthiopien | Welay Berhe                                                                 |
|                               | 2     | Eritrea   | Metkel Misgun                                                               |
|                               | 3     | Äthiopien | Gezaye Reda                                                                 |
| Mannschaftszeitfahren (30 km) | 1     | Äthiopien | Welay Berhe Filimon Zerabruk Debay Bizaye Redae Selemon Gezae Abebe         |
|                               | 2     | Eritrea   | Yoel Asmeron Tesfasilasie Metkel Misgun Yohannes Ghebrehiwet Mehari Tewelde |
|                               | 3     | Ruanda    | Eric Muhoza Byiza Renus Uhiriwe Jean Eric Habimana Barnabé Gahemba          |

### Juniorinnen
| Disziplin                     | Platz | Land      | Athletin                                                                                   |  |
| ----------------------------- | ----- | --------- | ------------------------------------------------------------------------------------------ |  |
| Straßenrennen (76,8 km)       | 1     | Eritrea   | Danait Tsegay                                                                              |  |
|                               | 2     | Ruanda    | Diane Ingabire                                                                             |  |
|                               | 3     | Eritrea   | Yordanos Russom                                                                            |  |
| Einzelzeitfahren (18,6 km)    | 1     | Äthiopien | Trhas Teklehaymanot                                                                        |  |
|                               | 2     | Eritrea   | Danait Tsegay                                                                              |  |
|                               | 3     | Eritrea   | Brkti Fseha                                                                                |  |
| Mannschaftszeitfahren (20 km) | 1     | Äthiopien | Thrhas Teklehaimanot Tesfay Sefiager Endalaw Eshite Serkalen Taye Watango Selam Gebru Teka |  |
|                               | 2     | Eritrea   | Yordanos Russom Danait Markos Birikti Fessehaye Danait Tsegay                              |  |

## Medaillenspiegel
| Rang  | Land      | Gold | Silber | Bronze | Gesamt |
| ----- | --------- | ---- | ------ | ------ | ------ |
| 1     | Äthiopien | 6    | 2      | 2      | 10     |
| 2     | Eritrea   | 4    | 7      | 4      | 15     |
| 3     | Ruanda    | 1    | 2      | 1      | 04     |
| 4     | Südafrika | 1    | 0      | 3      | 04     |
| 5     | Algerien  | 0    | 1      | 1      | 02     |
| Total | Total     | 12   | 12     | 11     | 35     |